# خبرگزاری فارس
خبرگزاری فارس یک خبرگزاری به زبان فارسی، عربی، ترکی و انگلیسی در ایران است. این خبرگزاری خود را «نخستین خبرگزاری مستقل ایران» معرفی می‌کند. دفتر مرکزی این خبرگزاری در میدان فردوسی تهران واقع است. دامنهٔ com. این وبگاه در تاریخ ۴ بهمن ۱۳۹۸ به دلیل تحریم‌های آمریکا علیه ایران مسدود شد.این خبرگزاری در ایران وابسته به جناح اصول‌گرایان و سپاه پاسداران تلقی می‌شود.

## تاریخچه
این خبرگزاری در بهمن ماه ۱۳۸۱ راه اندازی شده است.مجوز ابتدایی خبرگزاری فارس برای سعید نجار نوبری سال ۱۳۷۸ «مدیرکل وقت روابط عمومی دادگستری استان تهران» به عنوان مؤسسهٔ فرهنگی فارس صادر شد و نوبری در بهار سال ۱۳۸۲ این مؤسسه را به مهدی فضایلی، حسن مرادی دادخواه و حسن شیرازی‌زاده فروخت نخستین سردبیر این مجموعه بیژن مقدم بود. در سال ۱۳۸۷ مهدی فضائلی با واگذاری سهام خود به حمیدرضا مقدم‌فر از مؤسسهٔ فرهنگی فارس خارج شد. به این ترتیب حمیدرضا مقدم‌فر سومین مدیرعامل این خبرگزاری شد. مقدم‌فر تا سال ۱۳۹۰ در این سمت باقی ماند و بعد از آن جای خود را به سید نظام‌الدین موسوی، مدیر مسئول پیشین روزنامهٔ جوان، داد.
از ۲۲ بهمن‌ماه سال ۱۳۸۱ محل فعالیت این خبرگزاری به ساختمانی واقع در خیابان انقلاب زیر پل کالج منتقل شد. هم‌اکنون خبرگزاری فارس، ساختمان نُه طبقهٔ پیشین روزنامهٔ جوان را در اختیار گرفته و پس از بازسازی آن که بیش از چهار سال طول کشید، از ابتدای سال ۹۳ به این ساختمان واقع در میدان فردوسی، کوچه شاهرود نقل مکان کرده است.

### لوگو
نظام اجرای لوگو در طراحی نوشتار یا تایپ «فارس» از خط نستعلیق استفاده شده است، این خط دارای ویژگی‌های منحصر به فردی است که مخاطب با آن آشنا است. این ویژگی‌ها شامل استحکام، زیبایی، دقت به جزئیات، همراه بودن با حال و هوای ایران و انقلاب ۱۳۵۷ و دیگر عناصر زیباشناسی می‌باشد. در نهایت نستعلیق نماد زیبایی، اعتماد و قدمت است.

## فارس تعاملی
در فارس تعاملی شما می‌توانید مثل همه شبکه‌های اجتماعی، افرادی را که با شما مسئله مشترک دارند پیدا کنید و با آنها ارتباط بگیرید و شمایی که از اخبار روز زودتر با خبر شده‌اید دیگران را مطلع سازید.

## بودجه و وابستگی به سپاه پاسداران
در مصاحبه فروردین سال ۱۳۹۸ خبرگزاری ایرنا با سردبیر وقت فارس، بیژن مقدم صراحتاً وابستگی مستقیم مالی این رسانه را به سپاه پاسداران انقلاب اسلامی تکذیب کرد. او دربارهٔ بودجه این خبرگزاری بخشی از ان را به نهادهای انقلابی مرتبط کرد.
ایرنا: فارس وابسته به سپاه پاسداران انقلاب اسلامی است؟
مقدم: این قبلاً بیان شده است. وقتی آقای فیروزآبادی رئیس وقت ستاد کل نیروهای مسلح می‌گوید ما به فارس تذکر داده‌ایم یا حجت‌الاسلام و المسلمین علی سعیدی نماینده ولی فقیه در سپاه در این باره حرف زده‌اند دیگر ابهامی باقی نمی‌ماند.
ایرنا: منبع مالی فارس چه بود؟ از سپاه پاسداران؟
مقدم: خیر. وابستگی مستقیم نداشت. فارس یک مجموعه فرهنگی بود و از جاهای مختلفی بودجه می‌گرفت. در ساختاری که ما تعریف کرده بودیم فارس به عنوان رسانه‌ای انقلابی و اصولگرا با هویتی مستقل در نظر گرفته شده بود.
ایرنا: از نهادهای انقلابی هم بودجه می‌گرفت؟
مقدم: بله. بخشی از آن حتماً از مجموعه‌های مرتبط با نهادهای انقلابی بود.

## سرویس‌ها
خبرگزاری فارس در حال حاضر به چهار زبان فارسی، عربی، انگلیسی و ترکی منتشر می‌شود. در این خبرگزاری سرویس‌های مختلفی راه‌اندازی شده که هرکدام به صورت مستقل اقدام به فعالیت کرده و اخبار و مطالب خود را در بخش‌های مربوط منتشر می‌کنند و در نهایت مهم‌ترین اخبار در صفحهٔ نخست وبگاه و در بخش منو در سمت راست وبگاه نمایش داده می‌شود. این سرویس‌ها عبارت‌اند از:
سرویس اجتماعی، اقتصادی، بین‌الملل، سیاسی، دانشگاه، فرهنگی، ورزشی، استان‌ها، عکس، صوت و تصویر، سیاست خارجی، دیدگاه، گفتگو، اخبار شرکتها، گرافیک و کاریکاتور، دانستنی‌ها، تیتر اخبار و در قسمت تاریخ شامل: تاریخ اسلام، تاریخ معاصر، تاریخ تمدن، در بخش دانستنی‌ها: پزشکی، علمی، خواندنی‌ها، در بخش انتشارات: کتاب و مجله و در ادامه انرژی اتمی و اخبار ویژه پوشش داده می‌شود.

## سردبیران و مدیران عامل
پیام تیرانداز، سردبیر سابق خبرگزاری مهر، در حال حاضر مدیرعامل خبرگزاری فارس است و سردبیری آن برعهدهٔ سعید نوبری است.

### سردبیران
- بیژن مقدم
- عباس درویش‌توانگر
- سعید نوبری

### مدیران عامل
- سعید نجار نوبری
- مهدی فضائلی
- حمیدرضا مقدم‌فر
- سید نظام‌الدین موسوی[۱۴]
- پیام تیرانداز

## اثرات و حواشی

### تحریم از سوی وزارت خزانه‌داری آمریکا
در تاریخ شنبه ۵ بهمن ۱۳۹۸ دامنهٔ دات‌کام (com.) مربوط به این خبرگزاری از دسترس خارج شد. سرویسی که این دامنه را برای فارس ارائه می‌دهد در ایمیلی علت این انسداد را «دستورالعمل مقرر شده توسط دفتر کنترل دارایی‌های خارجی وزارت خزانه‌داری آمریکا (اوفک) و قرار گرفتن این خبرگزاری در فهرست SDN» اعلام کرد. نایب رئیس شرکت زیرساخت، این اتفاق را مربوط به تحریم‌های مالی رجیستر دامنهٔ دات‌کام دانست و ضمن ابراز عدم نگرانی افزود که خدمات دات کام از طریق رجیسترهای غیر آمریکایی و دات‌آی‌آر از طریق ایران قابل ارائه هستند. همچنین وی اشاره کرد که زیرساخت‌های موجود در شبکهٔ ملی اطلاعات بسیاری از این نگرانی‌های راجع به تحریم‌ها را از بین برده است.

### تأثیرات
این خبرگزاری خصوصاً در جریان محاکمهٔ عبدالله نوری نقش فعالی ایفا کرد.
بنا بر اعلام انجمن صنفی روزنامه‌نگاران ایران، در هفته‌های پس از انتخابات ریاست جمهوری دهم، ۳۹ روزنامه‌نگار و کارمند این خبرگزاری به خاطر اختلاف با مدیران در خصوص خط مشی خبری فارس، اخراج یا مجبور به استعفاء شدند. تا پیش از انتخابات ۲۲ خرداد، بیش از ۹۰ درصد بخش سیاسی خبرگزاری فارس تغییر کردند و نیروهای بسیج و وابستگان به سپاه، جایگزین آن‌ها شدند. خبرگزاری فارس در رتبه‌بندی سایت‌های ایرانی در الکسا رتبهٔ ۱۰ را داراست.
در سپتامبر ۲۰۱۷، وبگاه تحلیلی دیفنس‌وان نوشت که نفوذ رسانه‌ای ایران از طریق رسانه‌های دولتی از جمله فارس در خاورمیانه رو به افزایش است که این باعث تضعیف تلاش‌های آمریکا در منطقه شده است.

### اخبار نامتعارف
خبرگزاری فارس اخبار نامتعارف و جنجالی زیادی منتشر کرده است که تکذیب شده‌اند. بی‌بی‌سی فارسی در مقاله‌ای به قلم مهرداد فرهمند در این خصوص این نظر را دارد که تکرار این‌گونه موارد نادرست و کذب موجب این برداشت می‌شود که این اخبار نادرست به دلیل سهو و اشتباه منتشر نشده‌اند بلکه آگاهانه و عمدی منتشر می‌شوند. دلیل این کار این خبرگزاریِ منسوب به سپاه پاسداران می‌تواند اثرگذاری اخبار نادرستش و به ادعای خود، «جنگ نرم» در عرصهٔ رسانه باشد. به اعتقاد آن‌ها با تولید شایعات هدفدار می‌توان در مقابل تهاجمات فرهنگی ایستاد.

### مجادلات پیرامون خبرهای منتشرشده
روی صحت شماری از خبرهای این خبرگزاری اختلاف نظر است. دستگیری هفت سرباز آمریکایی توسط ایران، بازداشت سفیر سوئیس در ایران، دستگیری ۱۰ جاسوس انگلیسی در ایران، انفجار در مسیر حرکت احمدی‌نژاد، ممنوع‌الخروج شدن محمد خاتمی، مصاحبه با البرادعی، برگزاری رزمایش مشترک روسیه، چین، ایران و سوریه، دستگیری اردشیر امیرارجمند و مصاحبه با سارینا بابایی دختر فرانخبهٔ ۱۲ ساله‌ای که با پژوهش در علم بیونیک در حال ساخت کلیهٔ مصنوعی است از آن جمله‌اند.
خبرگزاری نسیم در گزارشی از اخبار منتشرشده توسط این رسانه در انتخابات ریاست‌جمهوری ۱۴۰۰ ایران، عملکرد این رسانه را جانبدارانه به نفع سید ابراهیم رئیسی ارزیابی کرده است. به گزارش نسیم اخبار و مواضع مرتبط با رئیسی دو برابر سایر نامزدها پوشش گرفته و این پوشش شامل هیچ نکتهٔ منفی‌ای دربارهٔ رئیسی نبوده. در مقابل، ۲۵ درصد از پوشش این رسانه دربارهٔ عبدالناصر همتی «منفی، کنایی و تخریبی» بوده است.

### پناهندگی کارمندان
در سال ۲۰۰۹ جواد مقیمی و حسین سلمان، دو عکاس خبرگزاری فارس پس از دریافت هشدار از مدیر خبرگزاری به علت گرفتن عکس از معترضان پس از انتخابات ریاست جمهوری دهم، به ترکیه رفته و تقاضای پناهندگی کردند.

### هک
خبرگزاری فارس در ۴ آذر ۱۴۰۱ توسط گروه بلک ریوارد هک و غیرفعال شد. به گفته این گروه، آنها ۲۵۰ ترابایت داده را از سرورهای فارس‌نیوز حذف کرده‌اند و بخشی از اسناد شامل فکس‌ها، تماس‌های رکورد شده، اطلاعات پورتال‌های داخلی مربوط به مکالمات اداری، آرشیو تصاویر و اسناد مالی را دانلود کرده‌اند.
چند روز بعد بلک ریوارد دو سند متنی را که در دو فایل پی‌دی‌اف تهیه شده و از عملیات هک کردن خبرگزاری فارس به دست آمده، منتشر کرد. در این دو سند برنامه‌ریزی و راهکارهای جمهوری اسلامی برای بهره‌برداری سیاسی از جام جهانی فوتبال ۲۰۲۲، به‌ویژه در راستای سرکوب هرگونه اعتراض از سوی بازیکنان تیم ملی فوتبال ایران را نشان می‌دهد.

### سرقت عکس
در بهمن‌ماه ۱۴۰۲، انجمن صنفی عکاسان مطبوعاتی ایران اعلام کرد که خبرگزاری فارس، آثار عکاسان ورزشی از بازی فوتبال بین تیم‌های ایران و ژاپن را به‌نام عکاس خود منتشر کرده است.

## تربیت خبرنگار
خبرگزاری فارس در سال ۱۳۸۷ با تأسیس یک مرکز آموزش خبرنگاری به نام باشگاه خبری توانا تلاش کرد تا با جذب جوانان متعهد به جمهوری اسلامی از طریق مراکزی مانند پایگاه‌های بسیج و … و برگزاری دوره‌های آموزشی روزنامه‌نگاری، افرادی را برای تزریق به تحریریهٔ خود تربیت کند که به سیاست‌های رسمی جمهوری اسلامی وفادار باشند. هم‌اکنون درصد بالایی از خبرنگاران فعال در تحریریهٔ این خبرگزاری، تربیت‌شده‌های باشگاه توانا هستند که به‌ویژه پس از حوادث سال ۱۳۸۸ و اخراج یا استعفای بسیاری از نیروهای قدیمی، توانسته‌اند به عنوان خبرنگار، دبیر خبر و … مشغول به کار شوند.

### دانشکدهٔ رسانهٔ فارس
در همین راستا، خبرگزاری فارس توانست در سال ۱۳۹۲ از دانشگاه جامع علمی کاربردی، مجوز تأسیس یک مرکز آموزشی را دریافت کند. از اردیبهشت ۱۳۹۳، نخستین دانشجویان ورودی این مرکز در دو رشته خبرنگاری و عکاسی خبری در دو مقطع کاردانی و کارشناسی ناپیوسته مشغول به تحصیل شدند. در مراسم افتتاح این مرکز، بسیاری از شخصیت‌های سیاسی وابسته به جریان اصولگرا، از جمله غلامعلی حدادعادل و حسین شریعتمداری حضور داشتند.

## دفاتر استانی خبرگزاری فارس
خبرگزاری فارس سه سردبیر دارد، سردبیر داخلی، سردبیر خارجی و سردبیر استان‌ها.
خبرگزاری فارس تنها خبرگزاری در ایران است که سرویس استان‌های آن دارای سردبیر بوده و در همه استان‌ها دفاتر مجزایی دارد.
در حال حاضر سردبیر استانها این خبرگزاری حسین معینی است و مرتضی زلب نیز به عنوان جانشین سردبیر استان‌ها فعالیت می‌کند.
- آذربایجان شرقی:

وحید زینالی در سال ۱۳۸۶ به عنوان مدیر خبرگزاری فارس در آذربایجان شرقی انتخاب شد و طی ۴ سال اخیر به صورت پیاپی در نشست سالانه مدیران استانی خبرگزاری فارس به عنوان مدیر برتر استان‌ها انتخاب شده است.
- تهران:

در حال حاضر مدیر استان تهران خبرگزاری فارس، برعهده علی یعقوبی اعظم است، او سال گذشته و در جشنواره ملی رسانه‌های ایران، برای گزارش تحقیقی «اختلاس ناکام ۵۰ هزار میلیاردی در جنوب تهران» موفق شد جایزه ویژه خبرنگار تحقیقی را کسب کند. پیش از این مرتضی زلب از اسفند ۱۴۰۰ این مسوولیت را برعهده داشت.
- خوزستان:

این خبرگزاری در استان خوزستان به مدت پنج سال دو خبرگزاری مجزا در قالب‌های شمال و جنوب خوزستان تعریف کرده بود. پس از پنج سال هر دو واحد ادغام و در قالب خبرگزاری خوزستان کار خود را ادامه داد.
اعضای خبرگزاری شمال خوزستان، مریم سادات سبط نبی، ایناس عبدالخانی، قاسم منصور آل کثیر، نادره وائلی‌زاده بودند. این اعضا مقام‌های برتر کشوری این خبرگزاری را کسب کرده بودند. این خبرگزاری هدف از ادغام این دو بخش را به منظور وحدت رویه و ایجاد تمرکز و در راستای مدیریت واحد اعلام کرد.
- کرمانشاه:

در ۲۳ آذر ۱۳۹۱ محسن فولادی به عنوان سرپرست خبرگزاری فارس در استان کرمانشاه منصوب شد. مدیر فعلی دفتر فارس در کرمانشاه رضا حیدری می‌باشد.
- همدان:

در ۱۶ تیر ۱۳۸۷ احسان مطهری به عنوان سرپرست خبرگزاری فارس در استان همدان منصوب شد. پیش از این بهروز طالب‌نژاد سرپرست خبرگزاری فارس در همدان بود. هم‌اکنون مریم شهابی عهده‌دار مدیریت دفتر خبرگزاری فارس در همدان است.
- یزد:

در ۲۳ اسفند ۱۳۸۷ مهدی جلیلیان به عنوان سرپرست خبرگزاری فارس در استان یزد منصوب شد. پیش از این عباس ماندگاری سرپرست فارس در یزد بود.
- لرستان:

الهیار محمودی‌فر سرپرست نمایندگی خبرگزاری فارس در لرستان بود که در حال حاضر سعید سرشار مدیریت دفتر خبرگزاری فارس در این استان را بر عهده دارد.
- آذربایجان غربی:

در حال حاضر محمد نعمت‌دوست عهده‌دار مدیریت دفتر خبرگزاری فارس در این استان می‌باشد. سعید باقری (عضو انجمن اقتصاد ایران) نیز دبیر اقتصادی خبرگزاری فارس آذربایجان‌غربی است.
- خراسان جنوبی:

پس از ۱۳ سال مدیریت احسان مداح در نمایندگی خبرگزاری فارس در استان خراسان‌جنوبی، سجاد جعفری در سال ۱۳۹۶ به عنوان مدیر خبرگزاری فارس در این استان منصوب شد.

### جشنواره فصلی فارس
این خبرگزاری با هدف افزایش رقابت اثرگذار در رشد کیفی و محتوایی اخبار و شناسایی آثار و خبرنگاران برتر برگزار می‌کند که تاکنون سه دوره از آن برگزار شده است. این جشنواره در دی ۱۳۹۱ در استان فارس، اسفند ۱۳۹۱ در اردبیل و اردیبهشت ۱۳۹۲ در مازندران برگزار شد.